# IPhone 3GS
iPhone 3GS, inițial iPhone 3G S, este un smartphone cu touchscreen, proiectat și comercializat de Apple Inc. Este a treia generație iPhone, succesorul lui iPhone 3G. Acesta a fost introdus la 8 iunie 2009, în cadrul WWDC 2009, care a avut loc la Centrul Moscone, San Francisco.
Acest iPhone este numit '3GS', cu 'S' care vine de la Speed (română viteză) (Phil Schiller a menționat acest lucru la lansare). Printre îmbunătățiri se numără o camera de 3 megapixeli, cu rezoluție mai mare și capacitate de înregistrare video, control vocal, și suport pentru descărcare 7.2 Mbit/s HSDPA  (dar rămâne limitat la 384 kbps din moment ce Apple nu a implementat protocolul HSUPA). Acesta a fost lansat în SUA, Canada și alte șase țări europene la 8 iunie 2009, în Australia și Japonia la 26 iunie, și la nivel internațional în iulie și august 2009.
IPhone 3GS rulează sistemul de operare iOS (Apple). A fost produs până în septembrie 2012, când iPhone 5 a fost anunțat.

## Cuprins

### Istorie
IPhone 3GS a fost făcut disponibil pentru pre-comandă pe 7 iunie 2009 și a fost lansat la 20 iunie în Statele Unite, Canada, și 7 țări europene, precum și pe 26 iunie în Australia și Marea Britanie. În cadrul primului weekend de la lansare, peste un milion de unități iPhone 3GS au fost vândute.

## Caracteristici
Noile caracteristici ale iPhone 3GS țin de mărirea vitezei. IPhone 3GS este mai rapid și este mai rapid 2x decât predecesorul său. Alte caracteristici incluse au fost camera video, controlul vocal și Digital Compass. Toate caracteristicile sale exclusive au fost încorporate și în iPhone 4.

## Sistem de operare și software-ul
Articole principale: iOS, iPhone OS 3, iOS 4, iOS 5 și iOS 6
IPhone 3GS dispune de iOS, sistemul de operare mobil de la Apple. Interfața cu utilizatorul de iOS este bazat pe conceptul de manipulare directă, folosind gesturi multi-touch. Elemente de control de interfață constau în cursoare, switch-uri, și butoane. Interacțiunea cu sistemul de operare include gesturi, cum ar fi swipe, tap, pinch, și reverse pinch, toate care au definiții specifice în contextul sistemului de operare iOS și a interfeței sale multi-touch. Accelerometre interne sunt utilizate de unele aplicații pentru a răspunde la scuturarea telefonului (un rezultat comun este comanda undo) sau rotindu-l vertical (un rezultat comun este trecerea de la portret la modul peisaj).

## Hardware
Ecranul LCD de pe dispozitivul a fost proiectat de Apple și realizat de LG. Acesta dispune de un touchscreen capacitiv, cu o densitate a pixelilor de 163 de pixeli per inch (ppi), pe un ecran de 3,5 in (8,9 cm) 480 pe 320. Îmbunătățirile ecranului față de cel al predecesorului sau includ emularea culorilor pe 24 de biți pentru culori mai bogate
IPhone 3GS dispune de o cameră de 3 megapixeli imbunatatită fabricată de OmniVision. În plus față de numărul mai mare de megapixeli, ea are auto-focus, balans de alb automat și este capabilă de captură video VGA.
IPhone 3GS este oferă o aplicație care permite utilizatorilor să comute între realizarea fotografiilor și înregistrare video.
IPhone 3GS este alimentat de un cip Samsung APL0298C05, care a fost proiectat și fabricat de Samsung. Acesta este primul iPhone cu un system-on-a-chip. Acest sistem-on-a-chip este compus dintr-un Cortex-A8 core ARM CPU underclocked la 600 MHz (de la 833 MHz), integrat cu un GPU PowerVR SGX 535.
Acesta are 256 MB de eDRAM, de două ori mai mult față de 3G, permițând performanțe sporite și multi-tasking.
Apple susține că iPhone 3GS este 2 ori mai repede decât predecesorul său.
Ca la modelele anterioare, toate datele sunt stocate în memoria flash și nu în SIM și nu oferă nici o opțiune de a extinde spațiul de stocare. Inițial a fost disponibil doar în variantele de 16 și 32 GB, deși un model de 8 GB a fost lansat mai târziu.
IPhone 3GS este alimentat de o baterie internă reîncărcabilă de 3,7 V 1220 mAh din polimer litiu-ion și este proiectată pentru a reține până la 80 la sută din capacitatea sa inițială după 400 de cicluri complete de încărcare și descărcare. 
Apple susține că 3GS poate dura până la zece ore de rulare de materiale video, nouă ore de navigare web pe Wi-Fi, douăsprezece ore de convorbiri 2G, sau cinci pe 3G, 30 ore de muzică sau 300 de ore de standby.
Un magnetometru a fost de asemenea încorporat în iPhone 3GS, care este folosit pentru a măsura puterea și/sau direcția câmpului magnetic din apropierea dispozitivului. Uneori anumite dispozitive sau semnale radio pot interfera cu magnetometrul, necesitând utilizatorilor să se mute, fie departe de interferență sau recalibrând dispozitivul. IPhone 3GS oferă, de asemenea o aplicatie busolă, care a fost unică la momentul lansării.
În plus față de Tri-band UMTS / HSDPA radio și quad-band GSM / GPRS / EDGE radio iPhone 3GS adaugă, de asemenea suport pentru 7.2 Mbit / s HSDPA care permite viteze mai mari de download, deși viteza de upload rămâne aceeași pentru că Apple nu a implementat protocolul HSUPA. Alte actualizări includ adăugarea de un senzor Nike + iPod integrat care elimina necesitatea unui senzor extern si permite nativ suport Nike + iPod. Serverul Bluetooth de pe iPhone 3GS a fost de asemenea îmbunătățit ușor prin adăugarea de suport pentru Bluetooth 2.1.
Control vocal a fost introdus ca o caracteristică exclusivă a iPhone 3GS și permite controlul telefonului prin voce. Există două moduri de a activa controlul vocal. Unul dintre ele este să țineți apăsat butonul Acasă timp de câteva secunde în timp ce sunteți în ecranul de start.
VoiceOver, Color Inversion și Text Zoom au fost introduse drept caracteristici exclusive la iPhone 3GS. VoiceOver este o caracteristică care dictează detalii cântecelor, meniuri de sistem, text, și alte lucruri, care a fost introdus pentru prima dată pe a treia generație de iPod shuffle. Color Inversion inversează schema de culori de la negru la alb la alb la negru, în timp ce Text Zoom permite utilizatorilor mărirea unui text de pe ecran.
Reversul iPhone 3G (stânga) este aproape identic cu cel al 3GS, cu excepția textului argint reflectorizant al acestuia, înlocuind textul gri al celui de pe 3G.
IPhone 3GS păstrează designul 3G-ului, cu carcasa spate din plastic lucios margini conice si butoane metalice. 3GS are text argint reflectorizant pe partea din spate care se potrivește cu argintiul din logo-ul Apple, înlocuind textul gri din 3G. Spre deosebire de predecesorul său, iPhone 3GS a fost disponibil în alb și negru pentru variantele 16 GB și 32 GB. Modelul de 8 GB a fost disponibil doar pe negru.

## Legături externe
- Site web oficial Arhivat 24 iunie 2009 la Wayback Machine.